# Crazy Crackers
Die Crazy Crackers waren eine deutsche Rockband, die 1981 erstmals und 1990 in Hamburg wiedergegründet wurde. Musikalisch orientierte sie sich an Elvis Presley, weshalb sie auch unter dem Namen Crazy Crackers (Elvis Revival-Band) auftraten. Die Band stellte ihre Aktivität Ende 2020 ein.

## Geschichte

### Anfänge
Die Crazy Crackers entstanden 1981 aus einem Zusammenschluss von fünf Rock-’n’-Roll-begeisterten Schülern aus Reinbek. Sie hatten zuvor bereits in der Sachsenwald-Bigband des Stadtorchester Reinbek musiziert und waren mit diesem aufgetreten. Die Gruppe trennte sich 1983, da einige der Bandmitglieder ihren Wehrdienst ableisten mussten oder eine Berufstätigkeit aufnahmen.
Die erste Zusammensetzung bestand aus Andreas „Andy“ Goj (Schlagzeug), Klaus Peters (Saxophon), Robert Mollitor (Bass), Diethard Joppich (Gitarre) und Harro Spörel (Gesang).
1985 lernten sich Diethard „Didi“ Joppich und Andreas „Andy“ Scholz kennen und beschlossen, die Gruppe neu zu beleben. Diese Idee wurde jedoch erst 1989 durch eine Wette vorangebracht.

### Neugründung
Schon kurz nach ihrer Gründung im September 1990 spielten die Crazy Crackers in bekannten Hamburger Clubs wie „Logo“, „Knust“, „Onkel Pö“, „Downtown Bluesclub“, „Kaiserkeller“ oder „Musik Live Club“. Im gleichen Jahr traten sie für einen guten Zweck beim Benefizkonzert Rock ’n’ Roll für Leningrad auf. Die Besetzung bestand nun aus Didi Joppich (Schlagzeug), Andreas „Andy“ Scholz (Gesang), Mario Schulmann (Piano, Gesang), Uwe Eppler (Bass), Ronald „Ronny“ Grimm und Arndt Rohwer (beide Gitarre, Gesang).
1992 spielte die Band zum ersten Mal beim Open-Air Wutzrock-Festival in Hamburg-Bergedorf; ein Jahr später folgten Konzerte im Süden Deutschlands und in Frankreich. Nach einigen personellen Wechseln festigte sich die Band gegen Ende der 90er Jahre – die erste CD Last Walk wurde eingespielt. Die Band erhielt als Neuzugang 1999 André Dorow; Mario Schulmann hatte 1997 die Gruppe verlassen, nachdem zuvor Dominik Heins das Klavierspiel übernommen hatte. Im Jahr 2000 kam Walter Baldes als dritte Gesangsstimme hinzu.
Im selben Jahr spielten sie auf Einladung bei den SFOR-Truppen im deutschen Feldlager Rajlovac.
2003 erreichten die Crazy Crackers mit der Neuauflage von Willie Nelsons On the Road again Platz 1 in den deutschen Country Charts des NDR.
Zum 15-jährigen Bestehen der Gruppe gab es im Dezember 2005 das mehrstündige Konzert 15 Jahre Crazy Crackers Anniversary, an dem fast alle ehemaligen Bandmitglieder für einen Abend teilnahmen. 2006 kam der dritte Live-Auftritt in Folge bei den Golden Oldies in Wettenberg hinzu, obwohl dort jede Band normalerweise nur einmal auftreten darf.
Leadgitarrist Kai „Vino“ Wiener kam am 1. Oktober 2008 bei einem Verkehrsunfall ums Leben. Alle folgenden Gigs wurden abgesagt. Erst am 20. Februar 2009 betrat die Band zu einem Gedächtniskonzert wieder die Bühne; der Erlös wurde dem Hamburger Kinder-Hospiz Sternenbrücke gespendet. Ab April 2009 war die Band mit dem neuen Gitarristen Ole Sandtner wieder unterwegs.
2010 stand im Zeichen des 20-jährigen Jubiläums der Band. So wurde die European Elvis Week in Bad Nauheim zum ersten Mal bespielt und auch bei den Golden Oldies trat sie erneut auf. Zum 20. Geburtstag erschien das neue Album Lock, Stock & Barrel beim Lübecker Label Katzenmusik mit 16 Titeln im „Elvisstyle“.
Anfang des Jahres 2011 trennte sich die Band von Christopher Selke am Piano. Seit April 2011 wurde er durch Christoph Wiatre ersetzt. Seitdem wurde auch die Rhythmusgitarre von „Pit“ Günter gespielt, vorher bei The Thunderbirds. Unter ihrem neuen Motto „Let the King Times roll“ waren sie unter anderem auch wieder bei Deutschlands größter Oldieparty in Wettenberg dabei.
Die Besetzung ab 2011 war Christoph Wiatre (Piano, Gesang), Walter Baldes (Westerngitarre, Gesang), Ole Sandtner (Lead-Gitarre), André Dorow (Bass, Gesang), Didi Joppich (Schlagzeug), Andy Scholz (Lead-Gesang) und Jan Krause für die Bühnen- und Tontechnik.
Die Crazy Crackers traten am 5. Juli 2013 auf dem 20. Hamburg Rock Revival Festival im „Logo“ auf.
2015 erscheint die neue CD Twenty5 zum 25. Geburtstag der Band. Anfang des Jahres 2016 verließ der langjährige Sänger Andy Scholz die Band. Er wurde ersetzt durch „Lee“ Vangelis, der schon in anderen Formationen als Sänger fungierte. Ebenfalls 2016 stießt Tyll Utesch an den Tasten zur Band. 2019 musste der Bassist Andre Dorow nach 20 Jahren die Band aus gesundheitlichen Gründen verlassen. Die neue CD Still crazy hatte er noch mit eingespielt.
Während der Corona-Pandemie und der dadurch entstandenen Zwangspause für Livemusik zerfiel die Band Ende 2020, nach 30 Jahren.
Im Jahre 2022 wurde die Band "Crazy Dave & The Rock'a'Fellas" mit drei der ehemaligen Bandmitglieder (Joppmann, Dorow, Utesch) mit dem Gitarristen Thorsten "Bill Boogie" und dem Sänger David "Crazy Dave" Andreotti gegründet.

## Diskografie
Alben
- Last Walk (1998)
- Everlast (2002)
- P.O.Box 33 (2006)
- Lock, Stock & Barrel (2010)
- Twenty 5 (2015)
- Still Crazy (2019)